# NGC 5346
NGC 5346 (również PGC 49322 lub UGC 8804) – galaktyka spiralna (Sc), znajdująca się w gwiazdozbiorze Psów Gończych. Odkrył ją Édouard Jean-Marie Stephan 18 maja 1881 roku. Jest to galaktyka o niskiej jasności powierzchniowej.